# Società Polisportiva Ars et Labor 2002-2003
Questa pagina raccoglie le informazioni riguardanti la Società Polisportiva Ars et Labor nelle competizioni ufficiali della stagione 2002-2003.

## Stagione
Nella stagione 2002-2003 a Ferrara Giovanni Donigaglia, alle prese con le gravi difficoltà economiche della sua cooperativa, decide di passare la mano dopo dodici stagioni. La società viene rilevata da Paolo Fabiano Pagliuso, già proprietario del Cosenza, che insedia come presidente Lino Di Nardo e come direttore sportivo Roberto Ranzani.
Dal Cosenza arrivano Marco Colle, Fabio Di Sole, Luca Altomare e Tomaso Tatti. L'allenatore è Walter De Vecchi e l'obiettivo la promozione in Serie B. Ancora una volta però la realtà si rivela diversa: la SPAL non decolla, De Vecchi viene esonerato dopo sette giornate di campionato e sostituito con Giuliano Sonzogni. Con il nuovo allenatore la musica non cambia, nonostante alcuni buoni giocatori, quali il centrocampista Alessio Pirri, il centravanti Fabio Artico e l'argentino Carlos Aurellio, al termine del girone di andata la squadra ferrarese ha 22 punti, gli estensi nel girone di ritorno raccolgono 20 punti e arrivano a giocarsi la salvezza all'ultima giornata in quel di Lucca. I biancazzurri in svantaggio di una rete sembrano condannati a disputare i play-out, quando il gol di Tatti a tempo scaduto regala alla SPAL la permanenza in categoria.
Nella Coppa Italia di Serie C la squadra ferrarese disputa il girone E di qualificazione, che promuove il Pordenone, vi ottiene due vittorie e due sconfitte, la vittoria di Mestre (0-2) è stata ottenuta a tavolino dopo lo (0-0) sul campo.

## Rosa
| N. |                      | Ruolo | Calciatore          |
| -- | -------------------- | ----- | ------------------- |
|    | Italia (bandiera)    | C     | Luca Altomare       |
|    | Italia (bandiera)    | C     | Paolo Andreotti     |
|    | Italia (bandiera)    | A     | Antonio Arcadio     |
|    | Italia (bandiera)    | A     | Fabio Artico        |
|    | Argentina (bandiera) | C     | Carlos Aurellio     |
|    | Italia (bandiera)    | A     | Daniele Cacia       |
|    | Italia (bandiera)    | D     | Marco Colle         |
|    | Italia (bandiera)    | D     | Fabio Di Sole       |
|    | Italia (bandiera)    | A     | Giovanni Di Somma   |
|    | Italia (bandiera)    | D     | Cristiano Donà      |
|    | Italia (bandiera)    | A     | Giuseppe Gentile    |
|    | Italia (bandiera)    | A     | Mario La Canna      |
|    | Italia (bandiera)    | P     | Alessandro Leopizzi |
|    | Italia (bandiera)    | C     | Paolo Macchia       |
|    | Italia (bandiera)    | D     | Giacomo Mignani     |

| N. |                     | Ruolo | Calciatore           |
| -- | ------------------- | ----- | -------------------- |
|    | Italia (bandiera)   | D     | Paolo Minardi        |
|    | Italia (bandiera)   | D     | Enrico Morello       |
|    | Italia (bandiera)   | D     | Nicola Carlo Pagani  |
|    | Italia (bandiera)   | C     | Francesco Paonessa   |
|    | Italia (bandiera)   | C     | Salvatore Papa       |
|    | Svizzera (bandiera) | A     | Giuseppe Perrone     |
|    | Italia (bandiera)   | P     | Andrea Pierobon      |
|    | Italia (bandiera)   | A     | Alessio Pirri        |
|    | Italia (bandiera)   | D     | Giuseppe Pisani      |
|    | Italia (bandiera)   | A     | Giuseppe Sifonetti   |
|    | Italia (bandiera)   | A     | Tomaso Tatti         |
|    | Italia (bandiera)   | A     | Gianluca Temelin     |
|    | Italia (bandiera)   | C     | Stefano Vecchi       |
|    | Italia (bandiera)   | D     | Francesco Zanoncelli |

## Risultati

### Serie C1 (girone A)

#### Girone di andata
| Arbitro: | Pantana (Macerata) |

|             |           |  |
| Temelin 59’ | Marcatori |  |

| Arbitro: | Siragusa (Acireale) |

|                      |           |                     |
| De Simone 56’ (rig.) | Marcatori | 7’ Pisani 28’ Tatti |

| Arbitro: | Banti (Livorno) |

|  |           |               |
|  | Marcatori | 90+2’ Minetti |

| Arbitro: | Squillace (Catanzaro) |

|           |           |  |
| Fiori 76’ | Marcatori |  |

| Arbitro: | Brunialti (Trento) |

|              |           |  |
| Matteini 18’ | Marcatori |  |

| Arbitro: | Ioseffi (Siena) |

|  |           |                |
|  | Marcatori | 32’, 52’ Succi |

| Arbitro: | Celi (Bari) |

|                       |           |  |
| Gasparetto 31’ (rig.) | Marcatori |  |

| Ferrara 20 ottobre 2002 8ª giornata | SPAL              | 0 – 0 | Alzano Virescit | Stadio Paolo Mazza\| Arbitro: \| Tonolini (Milano) \| |
| Arbitro:                            | Tonolini (Milano) |       |                 |                                                       |

| Arbitro: | Romeo (Verona) |

|                          |           |  |
| Di Sole 34’ Artico 90+4’ | Marcatori |  |

| Arbitro: | Marelli (Como) |

|  |           |           |
|  | Marcatori | 6’ Artico |

| Ferrara 10 novembre 2002 11ª giornata | SPAL                | 0 – 0 | Cesena | Stadio Paolo Mazza\| Arbitro: \| Carlucci (Molfetta) \| |
| Arbitro:                              | Carlucci (Molfetta) |       |        |                                                         |

| Arbitro: | Liberti (Genova) |

|            |           |  |
| Foggia 72’ | Marcatori |  |

| Ferrara 24 novembre 2002 13ª giornata | SPAL              | 0 – 0 | Arezzo | Stadio Paolo Mazza\| Arbitro: \| Capozzi (Vicenza) \| |
| Arbitro:                              | Capozzi (Vicenza) |       |        |                                                       |

| Arbitro: | C. Rubino (Salerno) |

|  |           |           |
|  | Marcatori | 35’ Tatti |

| Arbitro: | Zanardo (Conegliano) |

|  |           |                |
|  | Marcatori | 71’ Dall'Acqua |

| Arbitro: | Giannoccaro (Lecce) |

|             |           |          |
| Garlini 42’ | Marcatori | 3’ Tatti |

| Arbitro: | C. Rodomonti (Teramo) |

|                            |           |  |
| La Canna 21’ Andreotti 65’ | Marcatori |  |

#### Girone di ritorno
| Arbitro: | Carlucci (Molfetta) |

|               |           |              |
| Costantino 5’ | Marcatori | 90+3’ Artico |

| Arbitro: | C. Rubino (Salerno) |

|  |           |                                        |
|  | Marcatori | 1’ Mirabelli 35’ Lorieri 86’ Sassarini |

| Reggio Emilia 19 gennaio 2003 20ª giornata | Reggiana        | 0 – 0 | SPAL | Stadio Giglio\| Arbitro: \| Zambon (Padova) \| |
| Arbitro:                                   | Zambon (Padova) |       |      |                                                |

| Arbitro: | Tonolini (Milano) |

|             |           |                             |
| Perrone 43’ | Marcatori | 9’ Caverzan 68’, 87’ Pandev |

| Arbitro: | Gava (Conegliano) |

|                        |           |            |
| La Canna 37’ Pirri 88’ | Marcatori | 7’ Ruopolo |

| Arbitro: | Cenni (Imola) |

|              |           |             |
| Ginestra 67’ | Marcatori | 8’ La Canna |

| Arbitro: | Fiori (Perugia) |

|                                 |           |  |
| Artico 46’ Tatti 87’ Pagani 89’ | Marcatori |  |

| Arbitro: | Marzaloni (Rimini) |

|                 |           |                   |
| A. Bonfanti 54’ | Marcatori | 30’ (rig.) Artico |

| Arbitro: | Saveri (Viterbo) |

|               |           |  |
| Antonioni 45’ | Marcatori |  |

| Arbitro: | Salati (Trento) |

|                           |           |  |
| Temelin 8’, 43’ Tatti 76’ | Marcatori |  |

| Cesena 24 marzo 2003 28ª giornata | Cesena              | 0 – 0 | SPAL | Stadio Dino Manuzzi\| Arbitro: \| Tagliavento (Terni) \| |
| Arbitro:                          | Tagliavento (Terni) |       |      |                                                          |

| Arbitro: | Rocchi (Firenze) |

|            |           |                             |
| Arcadio 3’ | Marcatori | 22’, 31’ Ganci 50’ Chianese |

| Arbitro: | Crugliano (Crotone) |

|                                  |           |                          |
| Serafini 50’ A. Mussi 56’ (rig.) | Marcatori | 21’ Arcadio 33’ La Canna |

| Arbitro: | Forconi (Aprilia) |

|                       |           |               |
| Arcadio 22’ Tatti 71’ | Marcatori | 82’ Banchelli |

| Arbitro: | Ioseffi (Siena) |

|                                    |           |                        |
| Dall'Acqua 52’, 69’ De Gasperi 75’ | Marcatori | 15’, 63’, 90+5’ Artico |

| Arbitro: | Squillace (Catanzaro) |

|                                  |           |                                        |
| Artico 43’ Tatti 75’ Temelin 83’ | Marcatori | 13’, 86’ Araboni 16’ Bonazzi 31’ Gobbi |

| Arbitro: | P.S. Mazzoleni (Bergamo) |

|               |           |             |
| Carruezzo 76’ | Marcatori | 90+3’ Tatti |

### Coppa Italia

#### Girone E
| Arbitro: | M. Mazzoleni (Bergamo) |

|                                                    |           |                        |
| Mariniello 11’ Succi 63’ Sotgia 66’ Pietranera 75’ | Marcatori | 6’ Di Somma 89’ Pisani |

| 21 agosto 2002 2ª giornata |  | – Turno di riposo Spal |  |  |

| Arbitro: | Nicoletti (Macerata) |

|            |           |  |
| Artico 14’ | Marcatori |  |

| Mestre 28 agosto 2002 4ª giornata | Mestre                        | 0 – 2 | SPAL | Stadio Francesco Baracca\| Arbitro: \| Masin (Cervignano del Friuli) \| |
| Arbitro:                          | Masin (Cervignano del Friuli) |       |      |                                                                         |

| Arbitro: | Capozzi (Vicenza) |

|          |           |                                         |
| Tatti 3’ | Marcatori | 21’ Temporini 23’ Piperissa 77’ Sessolo |